# Maison des Soviets (Saint-Pétersbourg)
La Maison des Soviets (russe : Дом Советов, Dom Sovietov) est un immeuble de bureaux construit dans le style stalinien dans les années 1930 à Saint-Pétersbourg (alors appelée Léningrad). Il est situé sur la place de Moscou à Saint-Pétersbourg.

## Histoire et description
Selon les projets soviétiques, la Maison des Soviets devait accueillir l'administration du gouvernement local soviétique de Léningrad. L'emplacement avait été choisi sur des terrains en périphérie sud de la ville, hors du centre-ville qui était sujet à de fréquentes inondations. La construction a été achevée juste avant l'invasion allemande de l'Union soviétique, au début de la Seconde Guerre mondiale, et le bâtiment n'a jamais été utilisé pour l'usage prévu. En 1941, il a été fortifié et utilisé comme poste de commandement soviétique de l'Armée rouge pendant le siège de Léningrad. Plus tard, le bâtiment a abrité l'Institut de recherche soviétique, qui travaillait sur la conception de composants électroniques à des fins militaires. Parmi les ingénieurs notables qui y ont travaillé, on trouve deux transfuges américains d'après guerre, Alfred Sarant et Joel Barr. Actuellement, les espaces de bureaux du bâtiment sont loués à diverses entreprises.
La place en face de la Maison des Soviets est appelée place de Moscou (Moskovskaïa Plochtchad). Lors de la construction de la station de métro Moskovskaïa en 1970, la place a été rénovée et agrémentée d'un monument à Lénine conçu par Mikhaïl Anikouchine. En 2006, plusieurs fontaines ont été ajoutées sur la place.

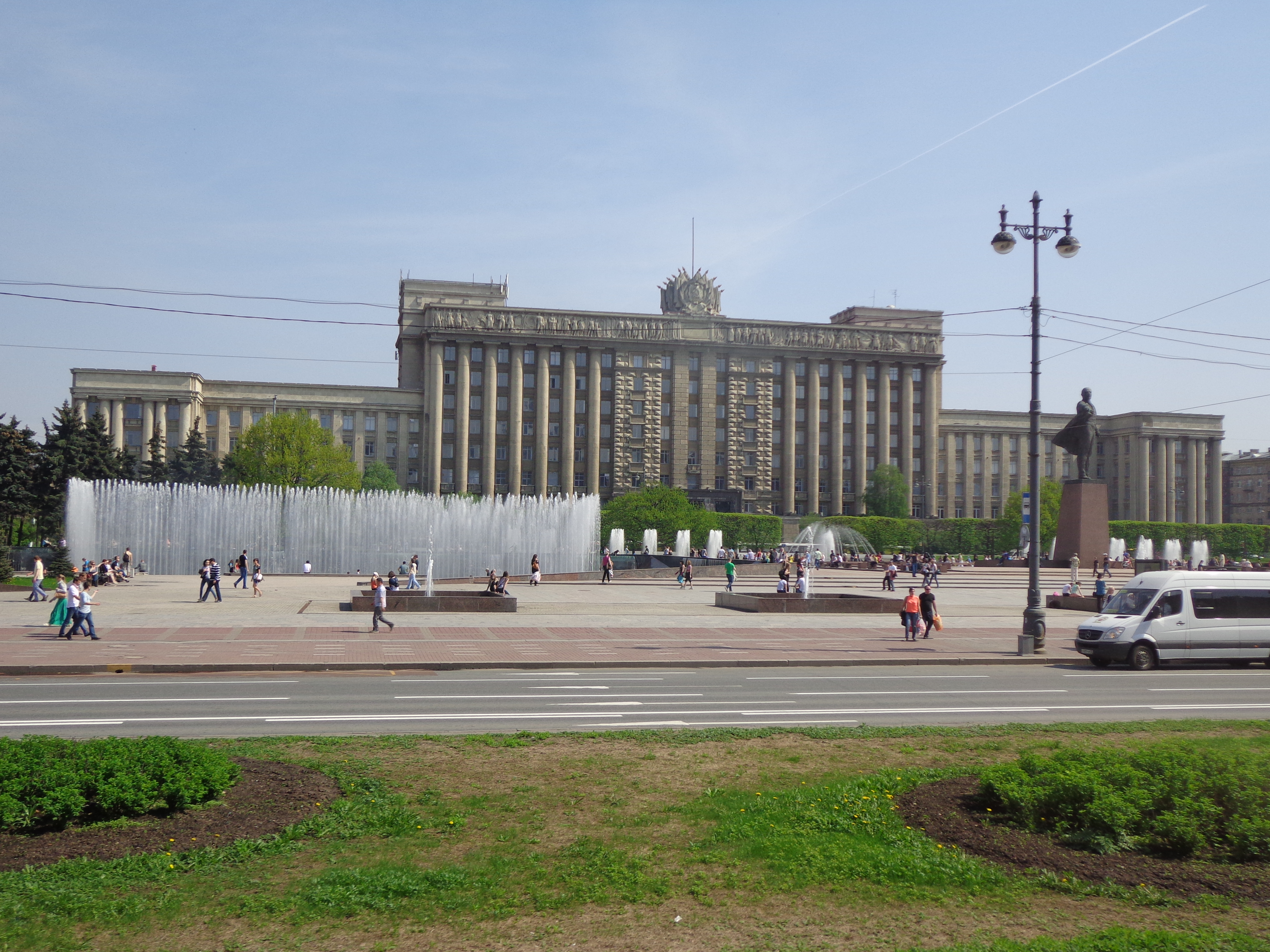
Vue de l'édifice.
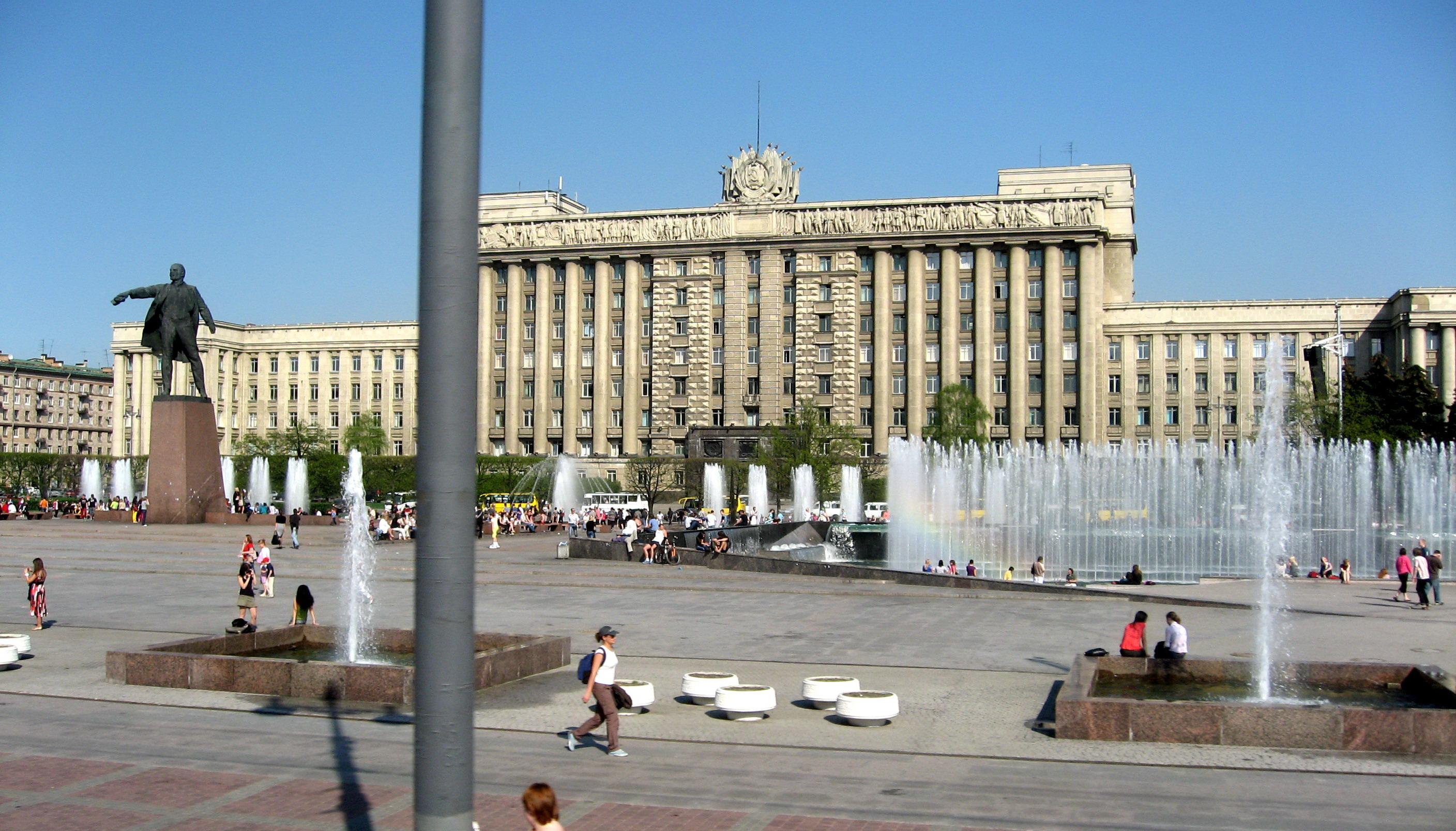
La place, avec le monument à Lénine et les fontaines.